# Cách mạng Ai Cập 1952
Cách mạng Ai Cập năm 1952 (tiếng Ả Rập: الثورة المصرية عام 1952), còn được gọi là Cách mạng 23 tháng 7, đánh dấu một giai đoạn biến đổi quan trọng ở Ai Cập, cả về chính trị và kinh tế - xã hội. Cuộc cách mạng được khởi xướng bởi Phong trào Sĩ quan Tự do, một nhóm sĩ quan quân đội theo chủ nghĩa dân tộc do Mohamed Naguib và Gamal Abdel Nasser lãnh đạo, nhằm lật đổ Vua Farouk và giải quyết những bất bình liên quan đến Triều đại Muhammad Ali.
Ngoài việc loại bỏ chế độ quân chủ, phong trào này còn tìm kiếm những cải cách rộng rãi hơn. Những nhà cách mạng đã xóa bỏ chế độ quân chủ lập hiến, giải thể tầng lớp quý tộc, thiết lập nền cộng hòa, Anh chấm dứt việc chiếm đóng ở Ai Cập và Sudan giành được độc lập khỏi sự quản lý chung của Ai Cập và Vương quốc Anh. Chính phủ mới theo đuổi một chương trình nghị sự mạnh mẽ về chủ nghĩa dân tộc và chống đế quốc, thúc đẩy chủ nghĩa dân tộc Ả Rập và không liên kết trong thời kỳ Chiến tranh Lạnh.
Cách mạng nhanh chóng đối mặt với các mối đe dọa từ bên ngoài từ các cường quốc phương Tây, đặc biệt là Vương quốc Anh và Pháp, lo ngại về các phong trào dân tộc chủ nghĩa trong các thuộc địa của họ. Ngoài ra, xung đột đang diễn ra với Israel đã làm gia tăng ủng hộ của Ai Cập đối với người Palestine. Sự căng thẳng địa chính trị này lên đến đỉnh điểm trong cuộc khủng hoảng Suez năm 1956, khi Anh, Pháp và Israel xâm lược Ai Cập. Mặc dù Ai Cập chịu tổn thất quân sự đáng kể, cuộc khủng hoảng cuối cùng đã củng cố tính hợp pháp cách mạng bằng cách Ai Cập giành quyền kiểm soát kênh đào Suez.
Trong nước, cách mạng đã thúc đẩy những cải cách nông nghiệp đáng kể và công nghiệp hóa quy mô lớn, thúc đẩy đô thị hóa và phát triển cơ sở hạ tầng. Đến những năm 1960, Ai Cập áp dụng chủ nghĩa xã hội Ả Rập, chuyển đổi thành một nền kinh tế kế hoạch tập trung. Tuy nhiên, lo ngại về các nỗ lực phản cách mạng được nước ngoài hậu thuẫn, chủ nghĩa cực đoan tôn giáo và ảnh hưởng chủ nghĩa cộng sản đã dẫn đến những hạn chế nghiêm ngặt đối với phe đối lập chính trị và cấm đa đảng. Những hạn chế này vẫn được duy trì cho đến thời tổng thống Anwar Sadat, người bắt đầu dỡ bỏ nhiều chính sách của cách mạng.
Những thành công ban đầu của cách mạng đã truyền cảm hứng cho các phong trào chống thực dân khác, đặc biệt là ở Trung Đông và Bắc Phi, chẳng hạn như Chiến tranh giành độc lập của Algeria. Cách mạng được kỷ niệm hàng năm ở Ai Cập vào ngày 23 tháng 7.

## Bối cảnh và nguyên nhân

### Triều Đại Muhammad Ali
Lịch sử hiện đại Ai Cập bắt đầu với Muhammad Ali Pasha, người đã nắm quyền kiểm soát vào năm 1805 và tự tuyên bố mình là Khedive (Phó vương), thách thức Sultan Ottoman. Dưới sự lãnh đạo của ông, Ai Cập trải qua quá trình hiện đại hóa và mở rộng nhanh chóng. Muhammad Ali nhằm mục tiêu biến Ai Cập từ một tỉnh thuộc Ottoman thành một quốc gia hùng mạnh, gần như độc lập. Ông đã mở rộng lãnh thổ Ai Cập bằng cách chinh phục Sudan, thực hiện các chiến dịch quân sự ở Đông Phi và thách thức việc kiểm soát từ Ottoman, dẫn đến Chiến tranh Ai Cập-Ottoman lần thứ nhất và thứ hai. Tuy nhiên, những tham vọng quân sự này đã dẫn đến Khủng hoảng phương Đông và cuối cùng buộc phải rút khỏi Levant, mặc dù Ai Cập vẫn giữ quyền kiểm soát Sudan.
Những người kế vị Muhammad Ali, Abbas I và Sa'id, tiếp tục nỗ lực hiện đại hóa Ai Cập, bao gồm cả việc khởi xướng xây dựng kênh đào Suez. Trong thời kỳ này, nông dân (được gọi là fellahin trong tiếng Ả Rập) phải đối mặt với việc gia tăng thuế và bắt lính. Cây bông được phát triển làm cây trồng thương mại đã dẫn đến sự dịch chuyển của nhiều nông dân, làm trầm trọng thêm chênh lệch kinh tế - xã hội.
Dưới triều đại Isma'il Vĩ Đại, Ai Cập trải qua quá trình hiện đại hóa hơn nữa, bao gồm các dự án cơ sở hạ tầng và mở rộng quân sự ở Sudan và Đông Phi. Isma'il đã đẩy nhanh các cải cách trao quyền cho tầng lớp nông dân và trung lưu Ai Cập, những người trước đây bị gạt ra ngoài lề bởi tầng lớp thượng lưu. Thời kỳ Isma'il chứng kiến sự trỗi dậy tầng lớp trí thức Ai Cập, một tầng lớp gồm những cá nhân có học thức được gọi là Effendi, những người ngày càng có ảnh hưởng trong chính trị và văn hóa. Hệ thống giáo dục công phát triển dưới thời Ali Pasha Mubarak đã mở rộng thêm tầng lớp trí thức dân tộc, được biết đến với tên gọi effendiyya.
Những nỗ lực hiện đại hóa của Isma'il đã dẫn đến du nhập các cộng đồng người nước ngoài—người Ý, Hy Lạp, Pháp, Armenia, Do Thái và những người khác—vào Ai Cập. Các nhóm này đã hình thành một cộng đồng quốc tế giàu có và có quyền lực chính trị, được miễn trừ khỏi luật pháp Ai Cập và thay vào đó được cai quản bởi Các Tòa Án Hỗn Hợp, một hệ thống pháp lý riêng biệt. Mặc dù có những tiến bộ này, nhưng các chính sách tham vọng của Isma'il đã đặt gánh nặng lớn lên tài chính Ai Cập, dẫn đến việc thành lập Ủy Ban Nợ Công (Caisse de la Dette Publique) để quản lý khoản nợ ngày càng tăng.
Đối mặt với việc phá sản tài chính, Isma'il buộc phải bán cổ phần Ai Cập trong Công ty Toàn cầu Kênh đào Suez, công ty quản lý kênh đào Suez theo hợp đồng thuê 99 năm. Việc bán này được coi là một sự sỉ nhục quốc gia vì nó cho phép Vương quốc Anh giành quyền kiểm soát đáng kể đối với tuyến đường thủy quan trọng này. Vương quốc Anh, cùng với các cường quốc lớn khác, đã phế truất Isma'il để ủng hộ con trai ông, Tewfik Pasha.
Triều đại Tewfik Pasha được đánh dấu bởi việc gia tăng ảnh hưởng từ các cường quốc và các chính sách đàn áp, dẫn đến bất mãn lan rộng. Cuộc nổi dậy Urabi năm 1881, do những binh sĩ dân tộc chủ nghĩa dưới do Ahmed Urabi lãnh đạo, đã nổ ra như một phản ứng chống lại việc Tewfik phục tùng lợi ích của các cường quốc và việc quay lại các cải cách. Bản thân Urabi là sản phẩm của những cải cách từ thời Isma'il, xuất thân từ một gia đình nông dân và thăng tiến qua các cấp bậc quân đội. Việc Urabi lãnh đạo tượng trưng cho kháng cự đối với sự thống trị đến từ các cường quốc bên ngoài và bảo vệ chủ quyền quốc gia.
Lo sợ việc bất ổn có thể đe dọa đến lợi ích, đặc biệt là kênh đào Suez, Vương quốc Anh đã can thiệp quân sự để ủng hộ Tewfik. Việc can thiệp này đánh dấu bắt đầu việc chiếm đóng Ai Cập của Anh, kéo dài cho đến giữa thế kỷ 20 và đặt nền móng cho những tâm lý dân tộc chủ nghĩa, cuối cùng thúc đẩy Cách mạng Ai Cập năm 1952.

### Anh chiếm đóng Ai Cập
Giai đoạn Anh chiếm đóng Ai Cập, được gọi là "Bảo hộ kín" (Veiled Protectorate), diễn ra sau Chiến tranh Anh-Ai Cập năm 1882, khi Vương quốc Anh thiết lập quyền kiểm soát thực tế đối với Ai Cập. Mặc dù Ai Cập vẫn nằm dưới chủ quyền danh nghĩa thuộc Ottoman và được cai trị bởi Khedive, ảnh hưởng Anh lan rộng, với đại diện cao cấp Anh tại Cairo nắm giữ nhiều quyền lực hơn cả Khedive. Việc sắp xếp này cho phép Anh nắm toàn bộ chính trị và quân sự Ai Cập trong khi duy trì một vỏ bọc cai trị gián tiếp.
Năm 1888, Công ước Constantinople đã trao cho Vương quốc Anh quyền bảo vệ Kênh đào Suez bằng vũ lực quân sự. Nhượng bộ này cung cấp cho Anh một căn cứ quân sự chiến lược ở Ai Cập và củng cố quyền kiểm soát đối với tuyến đường thủy quốc tế quan trọng này. Việc hiện diện của Anh tại Ai Cập cũng mở rộng sang Sudan, nơi mà đến năm 1899 đã được chuyển đổi từ một phần không thể tách rời thuộc Ai Cập thành một vùng đất chung. Vùng đất chung này là một thỏa thuận chính trị trong đó chủ quyền đối với Sudan được chính thức chia sẻ giữa Ai Cập và Vương quốc Anh. Tuy nhiên, trên thực tế, Vương quốc Anh thực hiện gần như toàn quyền kiểm soát Sudan thông qua Toàn quyền tại Khartoum, dần dần ảnh hưởng Ai Cập bị xói mòn trong khu vực.
Việc Anh chiếm đóng và các chính sách kinh tế hà khắc đã thúc đẩy sự phát triển chủ nghĩa dân tộc Ai Cập. Các nhà hoạt động như Mostafa Kamil Pasha, Abdullah an-Nadeem và Yaqub Sanu đã dẫn đầu các nỗ lực yêu cầu quyền tự trị lớn hơn cho Ai Cập. Khẩu hiệu dân tộc chủ nghĩa "Ai Cập dành cho người Ai Cập" đã nắm bắt bất mãn rộng rãi đối với những đặc quyền mà người nước ngoài được hưởng do Anh cai trị và trở thành tiếng gọi tập hợp cho những người tìm kiếm độc lập.
Trong thời kỳ này, năm điểm chính gây tranh cãi đã nổi lên trong số những người dân tộc chủ nghĩa Ai Cập:
- Tình trạng chính trị của Sudan: Những người dân tộc chủ nghĩa phẫn nộ trước việc biến Sudan thành một khu vực chung trên thực tế thuộc Anh-Ai Cập, được quản lý như một thuộc địa Anh sau khi cuộc nổi loạn Mahdist bị đàn áp.
- Quyền sở hữu kênh đào Suez: Kiểm soát kênh đào là một vấn đề quan trọng, vì nó rất quan trọng đối với chủ quyền và lợi ích kinh tế Ai Cập. Việc hiện diện quân sự và kiểm soát kênh đào của Anh bị coi là vi phạm quyền tự trị Ai Cập.
- Tình trạng quân đội Ai Cập: Sau cuộc nổi dậy Urabi năm 1882, quân đội Ai Cập phần lớn bị giải tán và quân đội Anh đóng quân ở Ai Cập, một tình huống mà những người dân tộc chủ nghĩa muốn thay đổi để khôi phục chủ quyền quân sự.
- Chủ quyền Quốc hội Ai Cập: Những người dân tộc chủ nghĩa yêu cầu Quốc hội Ai Cập có đầy đủ quyền hạn pháp lý, đặc biệt là đối với người nước ngoài, và tìm kiếm việc độc lập khỏi ảnh hưởng từ Anh trong các vấn đề lập pháp.
- Quyền thiết lập quan hệ ngoại giao độc lập: Ai Cập không được phép tham gia vào ngoại giao nước ngoài độc lập với sự kiểm soát từ Anh, điều mà những người dân tộc chủ nghĩa coi là một hạn chế quan trọng đối với chủ quyền.

Tình hình chính trị đã thay đổi đáng kể khi Chiến tranh Thế giới thứ nhất nổ ra. Đế quốc Ottoman tham gia vào phe Liên Minh Trung Tâm vào năm 1914, Vương quốc Anh đã phế truất Khedive Abbas II, người bị coi là chống Anh, và thay thế ông bằng chú của ông, Hussein Kamel, người thân Anh. Anh cũng bãi bỏ chủ quyền danh nghĩa thuộc Ottoman đối với Ai Cập, tái lập Sultanate Ai Cập với Hussein Kamel trở thành Sultan. Động thái này đã chấm dứt yêu sách pháp lý của Ottoman đối với Ai Cập, nhưng quyền lực Anh vẫn không thay đổi, vì Ai Cập được tuyên bố là một nhà nước bảo hộ chính thức từ Vương quốc Anh.
Mặc dù khôi phục lại chế độ sultan, việc thay đổi này không mang lại cho Ai Cập bất kỳ sự độc lập thực sự nào. Thay vào đó, tình trạng bảo hộ có nghĩa là Ai Cập bị kiểm soát chặt chẽ như trước đây, với quyền lực Anh được củng cố vững chắc ở cả Ai Cập và Sudan. Sự hiện diện của Anh tiếp tục đàn áp các khát vọng dân tộc chủ nghĩa và duy trì sự kìm kẹp đối với các vấn đề chính trị và kinh tế Ai Cập.

### Vương quốc Ai Cập
Sau Chiến tranh Thế giới thứ nhất, những người theo  dân tộc chủ nghĩa Ai Cập đã tìm kiếm việc độc lập lớn hơn khỏi Anh kiểm soát. Năm 1919, một phái đoàn có tên là "Wafd" (tiếng Ả Rập có nghĩa là "phái đoàn") đã cố gắng tham dự Hội nghị Hòa bình Paris để đàm phán về nền độc lập Ai Cập, nhưng khi Anh từ chối cho phép họ tham gia, sự phẫn nộ lan rộng trong phong trào dân tộc chủ nghĩa đã dẫn đến Cách mạng Ai Cập năm 1919. Cuộc nổi dậy này buộc Vương quốc Anh phải công nhận nền độc lập Ai Cập vào năm 1922, thành lập Vương quốc Ai Cập. Tuy nhiên, sự độc lập này vẫn bị giới hạn, vì Anh vẫn giữ các quyền đáng kể đối với Sudan, và các đặc quyền cho người nước ngoài.

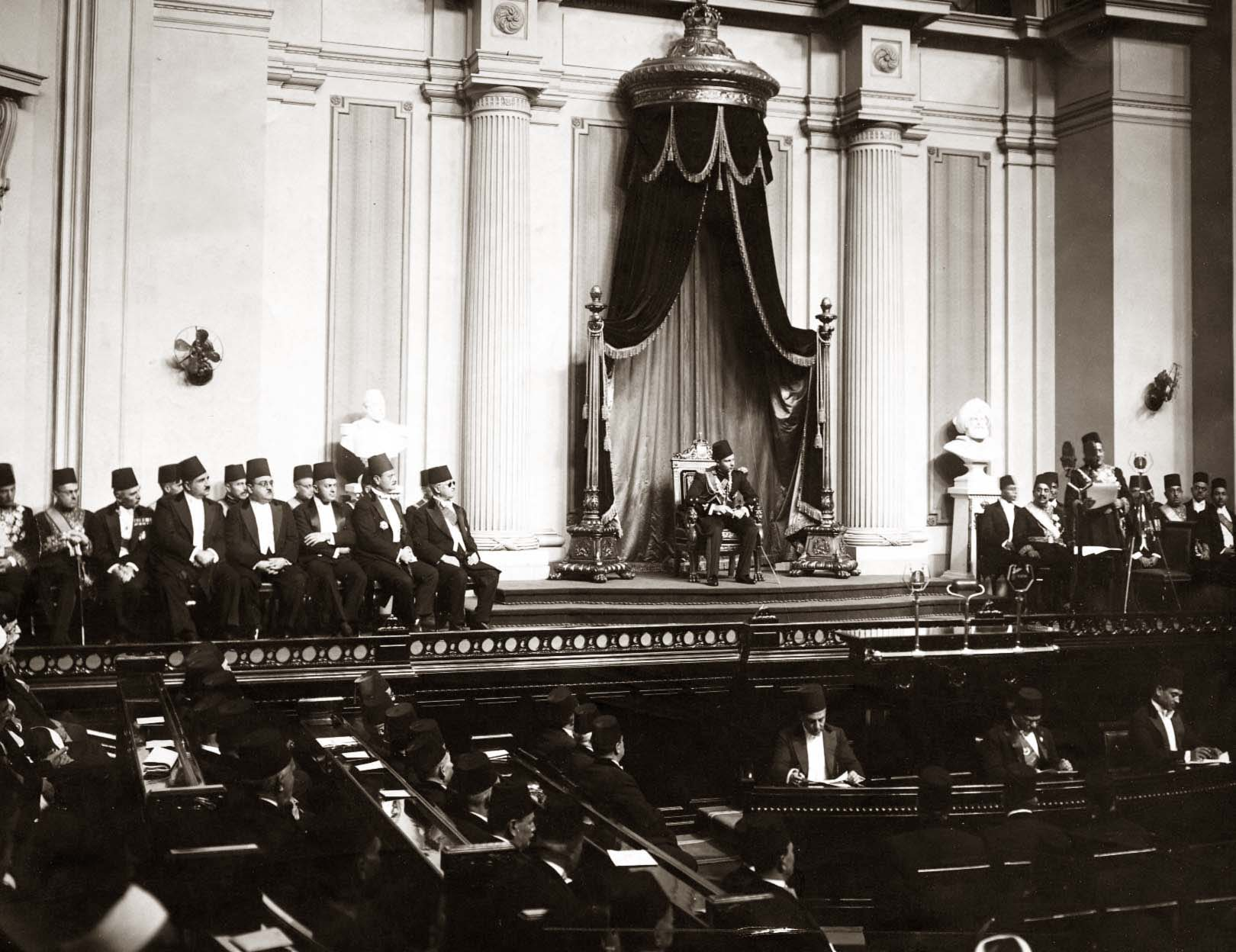
Vua Farouk I của Ai Cập đang lắng nghe bài phát biểu của Mustafa el-Nahhas Pasha trong Quốc hội

Sau cuộc cách mạng, Đảng Wafd nổi lên như là lực lượng chính trị hàng đầu ở Ai Cập. Ban đầu do Sa'ad Zaghloul lãnh đạo và sau đó là Mostafa al-Nahhas, Đảng Wafd đi đầu trong cuộc đấu tranh giành quyền Ai Cập tự trị. Hiến pháp Ai Cập năm 1923 đã tạo ra một chế độ quân chủ lập hiến, mặc dù còn nhiều khiếm khuyết, nhưng cho phép quyền bầu cử phổ thông cho nam giới và các cuộc bầu cử quốc hội. Tuy nhiên, nhà vua vẫn giữ lại nhiều quyền hạn đáng kể, bao gồm quyền sa thải nội các, giải tán quốc hội và bổ nhiệm thủ tướng. Việc sắp xếp này thường dẫn đến tình trạng bất ổn chính trị và thay đổi chính phủ thường xuyên.
Chính trị Ai Cập trong giai đoạn này được đánh dấu bởi sự căng thẳng giữa phe tự do theo chủ nghĩa Wafd, những người ủng hộ cải cách dần dần và gia tăng quyền tự trị từ Anh, và phe bảo thủ thuộc chính quyền quân chủ, những người tìm cách duy trì hiện trạng bảo hoàng. Đảng Wafd, mặc dù được quần chúng ủng hộ, nhưng chủ yếu đại diện cho lợi ích tầng lớp tinh hoa sở hữu đất đai giàu có và không đề xuất các cải cách kinh tế cấp tiến. Điều này làm hạn chế sức hấp dẫn của đảng đối với những người đang chịu đựng điều kiện kinh tế tồi tệ những năm 1930, điều này đã làm gia tăng trỗi dậy các phong trào xã hội chủ nghĩa và lao động.
Đảng Wafd tin rằng đàm phán dần dần với Anh sẽ dẫn đến nền độc lập hoàn toàn của Ai Cập. Bất chấp những hạn chế hiến pháp năm 1923, chính phủ Wafd đã đạt được một số cột mốc quan trọng:
- Bãi bỏ các tòa án hỗn hợp (1937): Đảng Wafd đã thành công trong việc bãi bỏ các tòa án hỗn hợp, những tổ chức pháp lý do người nước ngoài kiểm soát đã xử lý các vụ kiện liên quan đến người nước ngoài và người Ai Cập, thường bị coi là xâm phạm chủ quyền Ai Cập.
- Bãi bỏ Ủy ban Nợ công (1940): Đảng Wafd đã đàm phán để bãi bỏ Ủy ban Nợ công, cơ quan được thành lập để quản lý nợ nước ngoài của Ai Cập, do đó làm giảm bớt ảnh hưởng nước ngoài đối với các vấn đề tài chính Ai Cập.
- Hiệp ước Anh-Ai Cập năm 1936: Đảng Wafd đã đàm phán hiệp ước này để hạn chế hiện diện quân đội Anh ở Ai Cập, ngoại trừ xung quanh kênh đào Suez và ở Sudan, và thành lập một quân đội Ai Cập tự chủ hơn. Hiệp ước này là một bước quan trọng hướng tới chủ quyền lớn hơn nhưng không đạt được độc lập hoàn toàn.

Mặc dù Đảng Wafd đã thành công trong việc giảm bớt sự kiểm soát của Anh và gia tăng quyền tự trị Ai Cập, nhưng họ đã gặp khó khăn trong việc giải quyết các vấn đề kinh tế và xã hội rộng lớn hơn mà Ai Cập đang phải đối mặt. Bản chất bảo thủ ban lãnh đạo và việc họ không đưa ra được các cải cách đáng kể đã dẫn đến sự bất mãn ngày càng tăng, đặc biệt khi điều kiện kinh tế trở nên tồi tệ hơn vào những năm 1930. Sự bất mãn này đã tạo tiền đề cho sự xuất hiện các phong trào và hệ tư tưởng chính trị mới thách thức trật tự hiện có và góp phần vào cuộc Cách mạng Ai Cập năm 1952.

#### Thập niên cuối cùng: 1942–1952
Trong Chiến tranh Thế giới thứ hai, Ai Cập đã phục vụ như một căn cứ quan trọng phe Đồng Minh trong chiến dịch Bắc Phi. Mặc dù chính thức trung lập trong hầu hết thời gian chiến tranh, lãnh thổ Ai Cập trở thành chiến trường giữa lực lượng Đồng Minh và phe Trục. Năm 1942, sự kiện Cung điện Abdeen đã làm nổi bật bất ổn chính trị Ai Cập: lực lượng Anh ép buộc Vua Farouk phải bổ nhiệm Mostafa al-Nahhas làm thủ tướng, việc này làm suy yếu nghiêm trọng tính hợp pháp cả vua và Đảng Wafd. Sự kiện này đã thuyết phục những người theo dân tộc chủ nghĩa Ai Cập rằng cách duy nhất để chấm dứt ảnh hưởng của Anh là phá bỏ hệ thống chính trị được thiết lập vào năm 1923.

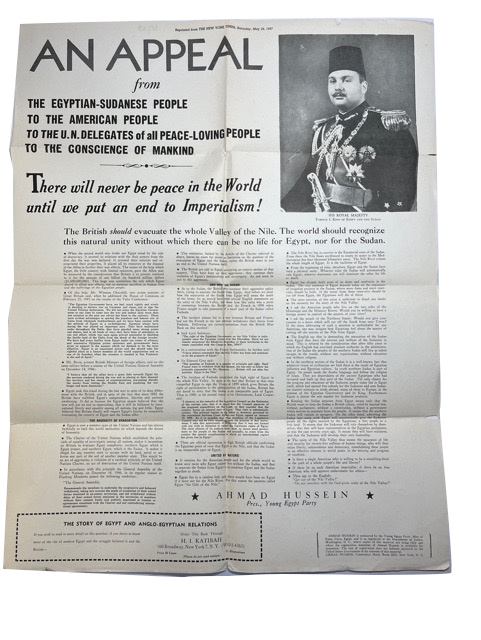
Tấm áp phích nhà dân tộc chủ nghĩa Ai Cập Ahmed Hussein đòi độc lập hoàn toàn

Cuối những năm 1940 và đầu những năm 1950 chứng kiến sự gia tăng cực đoan hóa trong chính trị Ai Cập do suy thoái kinh tế, tham nhũng chính phủ và lãnh đạo yếu kém. Đảng Wafd, từng là biểu tượng chủ nghĩa dân tộc Ai Cập, bị chỉ trích vì không thể giải quyết các vấn đề xã hội và kinh tế đất nước. Như nhà sử học Selma Botman nhận xét, Đảng Wafd thiếu một kế hoạch toàn diện để giải quyết các vấn đề này, dẫn đến việc dân chúng mất niềm tin vào đảng, đặc biệt là trong những năm chiến tranh khi tình hình càng trở nên tồi tệ hơn.
Trong khi đó, các phong trào chính trị mới xuất hiện để thách thức hiện trạng. Tổ chức Anh em Hồi giáo, thành lập năm 1928, kêu gọi một cuộc phục hưng Hồi giáo chống lại cả chủ nghĩa thực dân và hiện đại hóa. Các nhóm cánh tả như Đảng Cộng sản Ai Cập và các tổ chức xã hội chủ nghĩa khác đã thu hút sự ủng hộ từ tầng lớp lao động, những người ngày càng tức giận vì tình trạng nghèo đói và bất bình đẳng.
Sự thất bại các cấu trúc chính trị truyền thống trong việc đảm bảo độc lập thực sự, cải thiện điều kiện kinh tế đã thúc đẩy ý thức chủ nghĩa dân tộc ngày càng tăng, với trọng tâm đặc biệt là các vấn đề gây tranh cãi như tình trạng Sudan và sự hiện diện quân đội Anh tại khu vực Kênh đào Suez. Cuộc chiến Ả Rập-Israel năm 1948 càng làm trầm trọng thêm những căng thẳng này, khi quân đội Ai Cập phải đối mặt với những thất bại mà nhiều người cho là do tham nhũng và hỗ trợ quân sự không đầy đủ.

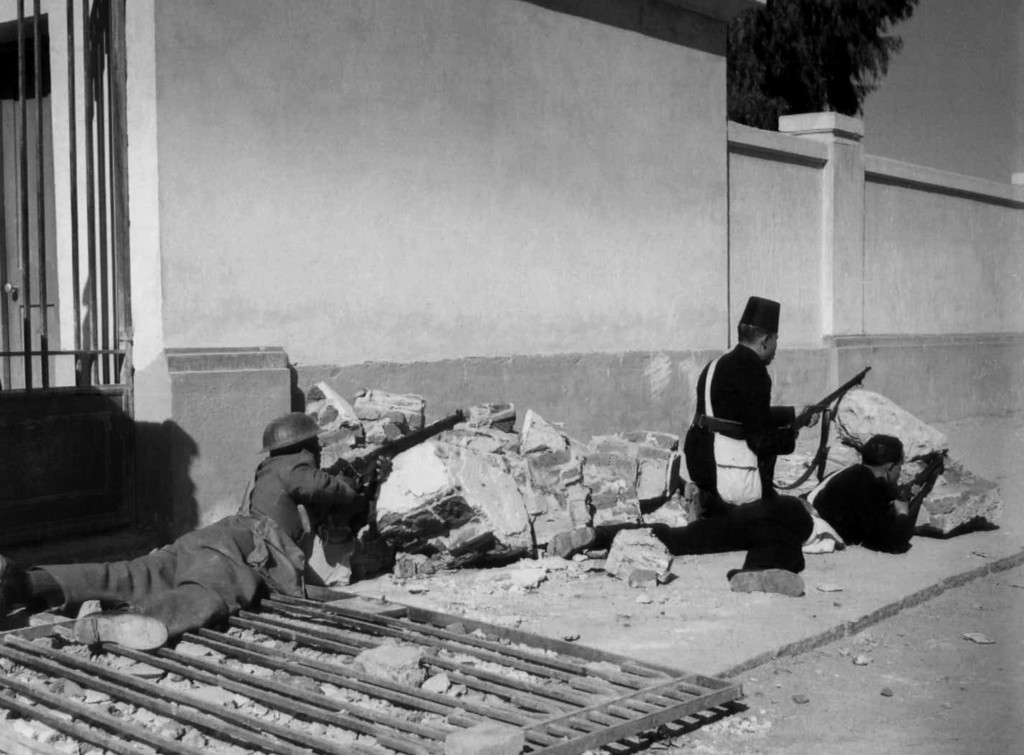
Cảnh sát Ai Cập chiến đấu trong Trận Ismalia

Vào đầu những năm 1950, ảnh hưởng Đảng Wafd đã suy giảm đáng kể. Năm 1950, họ thành lập chính phủ lần cuối, nhưng khả năng thực hiện các cải cách bị hạn chế. Mặc dù Đảng Wafd đã thành công trong việc hủy bỏ Hiệp ước Anh-Ai Cập năm 1936 vào năm 1951, đã dẫn đến sự leo thang các cuộc biểu tình và chiến tranh du kích chống lại quân Anh, chính phủ không đủ để duy trì quyền kiểm soát những hành động này. Sự bất lực chính phủ trong việc quản lý cuộc khủng hoảng sau đó, được minh chứng bằng các sự kiện như Trận Ismalia và Ngày thứ Bảy Đen, càng làm mất uy tín Đảng Wafd. Đến tháng 1 năm 1952, tình hình đã xấu đi đến mức al-Nahhas bị bãi nhiệm khỏi chức vụ.
Sau khi al-Nahhas bị bãi nhiệm, ba chính phủ liên tiếp đã nỗ lực khôi phục trật tự. Ali Maher, Ahmad Nagib al-Hilali, và Hussein Sirri Pasha đều cố gắng thực hiện các cải cách và sáng kiến để ổn định đất nước, nhưng cuối cùng đều thất bại. Bế tắc chính trị, khó khăn kinh tế, và bất ổn ngày càng gia tăng trong quân đội đã góp phần tạo ra một môi trường ngày càng bất ổn.
Thất bại của các chính phủ tạm quyền trong việc giải quyết các vấn đề cơ bản Ai Cập đã đặt nền tảng cho cuộc đảo chính quân sự ngày 23 tháng 7 năm 1952 do Phong trào Sĩ quan Tự do lãnh đạo. Phong trào này, bao gồm các nhân vật như Gamal Abdel Nasser và Muhammad Naguib, thúc đẩy bởi chính phủ tham nhũng và sự kém hiệu quả hệ thống chính trị hiện có. Cuộc đảo chính đánh dấu sự kết thúc chế độ quân chủ và khởi đầu một kỷ nguyên mới trong chính trị Ai Cập, được đặc trưng bởi sự chuyển hướng sang chủ nghĩa dân tộc và nỗ lực giành độc lập hoàn toàn khỏi ảnh hưởng nước ngoài. Những năm cuối cùng Vương quốc Ai Cập được đánh dấu bằng suy tàn chính trị, bất ổn xã hội và trỗi dậy tư tưởng cách mạng, đỉnh điểm vào Cuộc Cách mạng Ai Cập năm 1952.

## Cuộc Cách mạng năm 1952

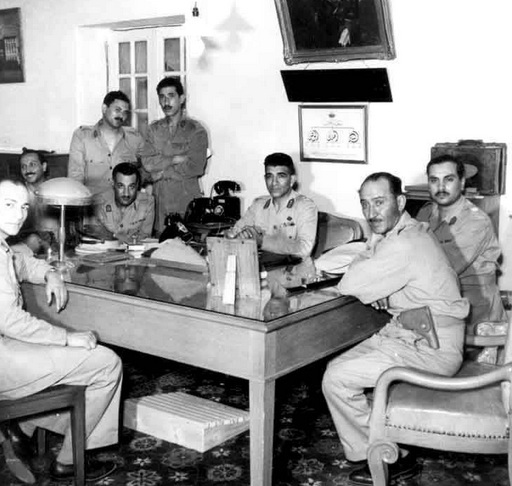
Các thành viên của Sĩ quan Tự do tụ tập sau cuộc đảo chính. Từ trái sang phải: Zakaria Mohieddin, Abdel Latif Boghdadi, Kamel el-Din Hussein, Gamal Abdel Nasser (ngồi), Abdel Hakim Amer, Muhammad Naguib, Youssef Seddik và Ahmed Shawki

## Hợp nhất

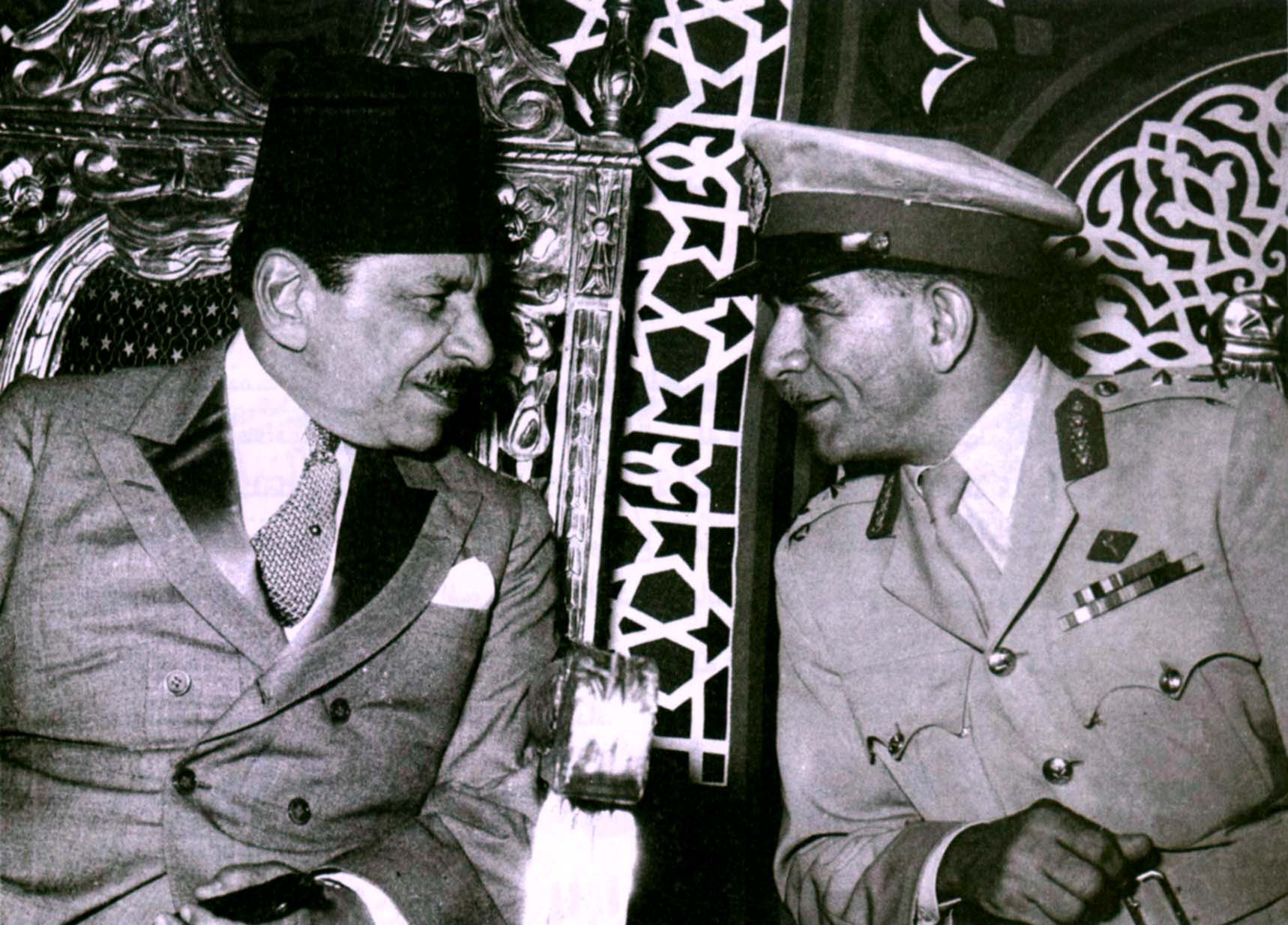
Thủ tướng Ali Maher và Lãnh đạo Hội đồng Chỉ huy Cách mạng Mohammad Naguib. 1952

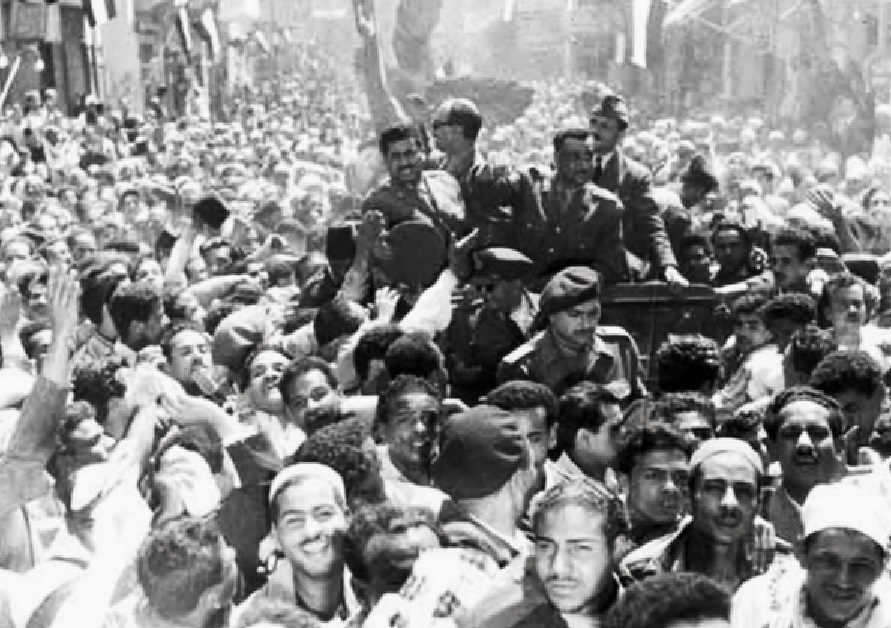
Các thành viên của Lực lượng Sĩ quan Tự do được đám đông chào đón tại Cairo vào tháng 1 năm 1953. Đứng trong ô tô, từ trái sang phải: Youssef Seddik, Salah Salem, Gamal Abdel Nasser và Abdel Latif Boghdadi

### Thanh lọc Đảng

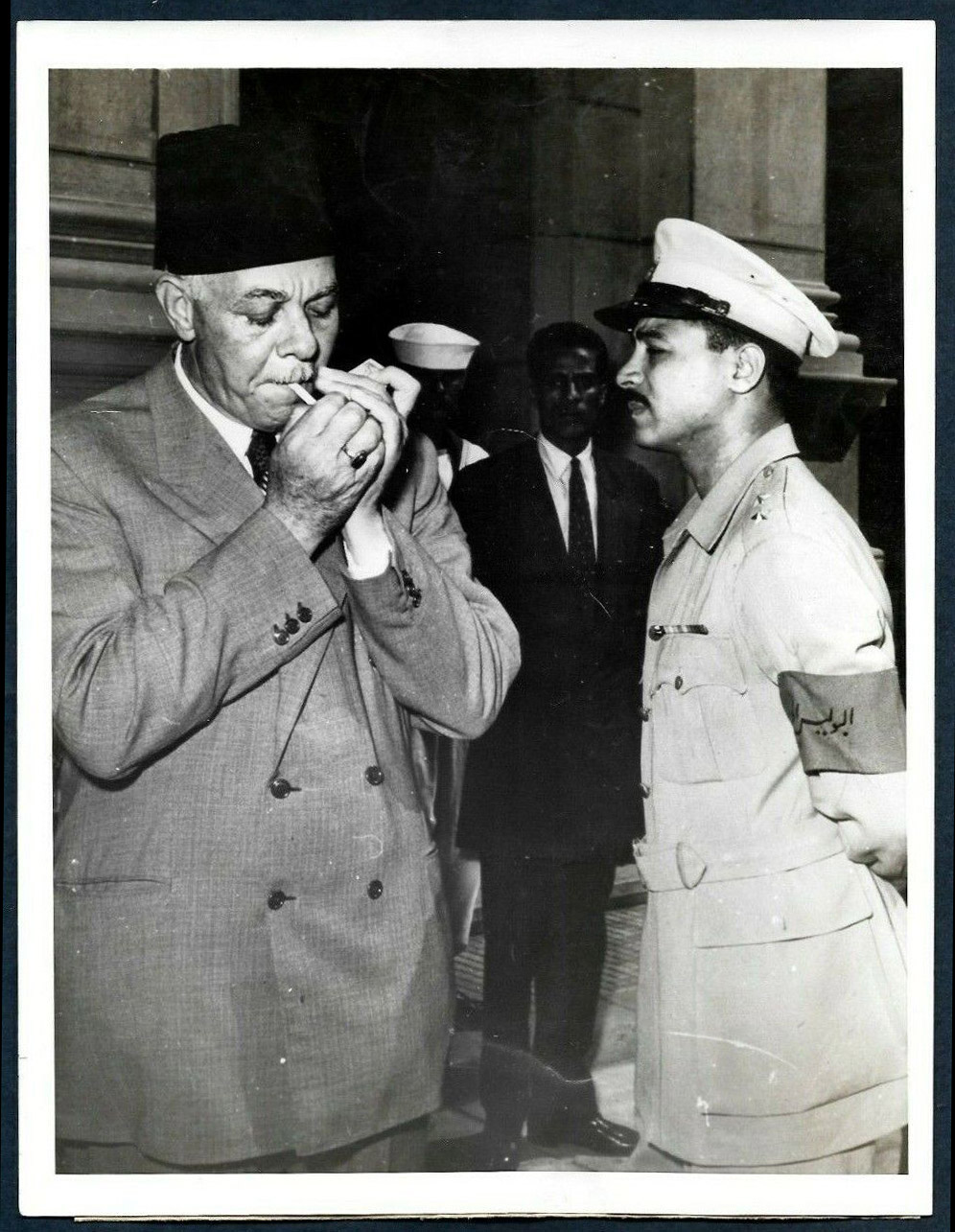
Cựu Thủ tướng Ai Cập Abdel Hady, 57 tuổi, thản nhiên châm một điếu thuốc sau khi bị Tòa án quân sự Naguib kết án một tuần trước.

### Củng cố Quyền lực Cuối cùng

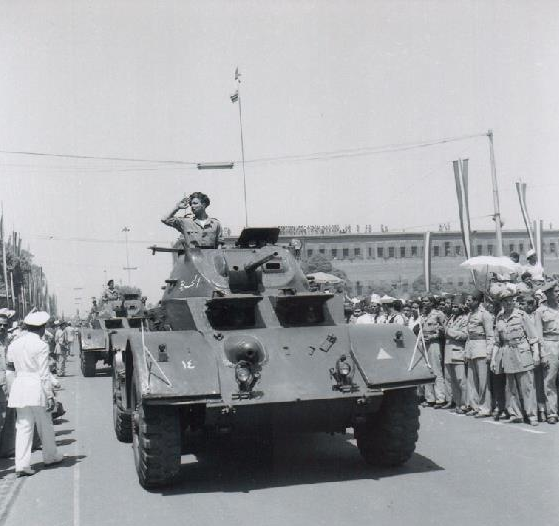
Lễ kỷ niệm một năm ngày Cách mạng Ai Cập năm 1952.

## Phong trào Sĩ quan Tự do
Phong trào Sĩ quan Tự do là một nhóm bí mật và cách mạng trong quân đội Ai Cập, đóng vai trò trung tâm trong Cuộc Cách mạng Ai Cập năm 1952, dẫn đến việc lật đổ Vua Farouk và thành lập nước cộng hòa ở Ai Cập.